# Zacoalpan
Zacoalpan es una localidad del estado mexicano de Guerrero. Es parte del municipio de Ometepec.

## Toponimia
El nombre «Zacoalpan» proviene de los términos en náhuatl: tzacoalli, escondite o sepulcro; co, lugar. Su significado es «lugar del escondite» o «lugar del sepulcro».

## Demografía
| Gráfica de evolución demográfica |
|                                  |

| Censo | Población |
| ----- | --------- |
| 1900  | 1 269     |
| 1910  | 1 771     |
| 1921  | 1 743     |
| 1930  | 1 655     |
| 1940  | 1 899     |
| 1950  | 2 364     |
| 1960  | 1 985     |
| 1970  | 2 448     |
| 1980  | 2 066     |
| 1990  | 2 866     |
| 2000  | 3 900     |
| 2010  | 4 900     |
| 2020  | 5 412     |